# Сан-Карлос-дель-Вальє
Сан-Карлос-дель-Вальє (ісп. San Carlos del Valle) — муніципалітет в Іспанії, у складі автономної спільноти Кастилія-Ла-Манча, у провінції Сьюдад-Реаль. Населення — 1201 особа (2010).
Муніципалітет розташований на відстані близько 180 км на південь від Мадрида, 60 км на схід від Сьюдад-Реаля.

## Демографія
Динаміка населення (INE ):

## Галерея зображень

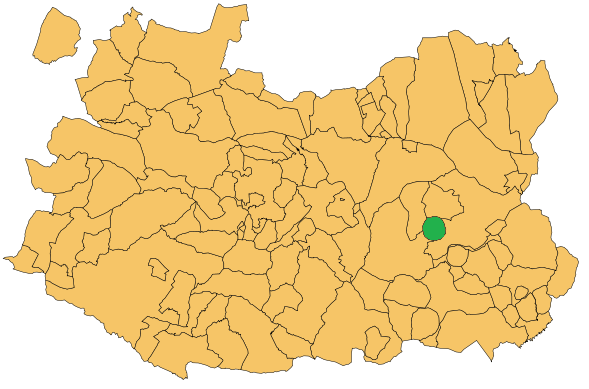
Розташування муніципалітету у провінції Сьюдад-Реаль